# Aeropuerto de Inverness
El Aeropuerto de Inverness (IATA: INV, OACI: EGPE) es un aeropuerto internacional situado en Dalcross, 7 nmi (13,0 km) al noreste de la ciudad de Inverness en Highland, Escocia. El aeropuerto es la principal puerta de entrada para viajeros al norte de Escocia con un amplio número de vuelos regulares al Reino Unido e Irlanda, y algunos vuelos chárter y de carga en Europa. 591.397 pasajeros pasaron por el aeropuerto en 2009. Es propiedad de Highlands and Islands Airports Limited (HIAL) que posee la mayoría de aeropuertos regionales de Escocia y sus islas.

## Historia

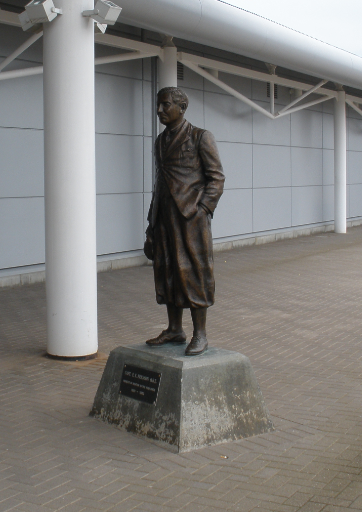
Capitán Ted Fresson, OBE, 1891-1963, pionero de la aviación que fundó Highland Airways.

El aeropuerto fue usado originalmente por la RAF durante la Segunda Guerra Mundial y fue abierto a las operaciones civiles en 1947. British European Airways, una de las predecesoras de British Airways, inició vuelos a Londres Heathrow a mediados de los setenta usando una combinación de aviones entre los reactores Hawker Siddeley Trident y los turbohélice Vickers Viscount (cuatro motores turbohélice). A finales de los setenta y comienzos de los ochenta existían dos vuelos diarios entre Inverness y Heathrow, sin embargo la ruta fue cancelada en 1983 en base al escaso rédito financiero. Dan-Air retomó el servicio, ofreciendo un servicio de tres vuelos diarios inicialmente operados por reactores BAC 1-11 reemplazados a comienzos de los noventa por Boeing 737-200. La aerolínea afianzó su posición en el aeropuerto añadiendo enlaces con Londres Gatwick y Mánchester a finales de los ochenta, sin embargo estas nuevas rutas no llegaron a ser rentables y fueron canceladas.
Cuando Dan Air fue comprada por British Airways en 1992, la compañía de bandera mantuvo el servicio durante cinco años más, añadiendo incluso una cuarta frecuencia poco antes de volver a cancelar la ruta, en medio de una gran controversia y enfado público, en agosto de 1997. British Airways transfirió el servicio en Londres a Gatwick, operando tres vuelos diarios con su filial regional que utilizaba los reactores regionales BAe 146 con una considerable reducción de capacidad. La aparición de easyJet en la aviación británica coincidió con el lanzamiento de un vuelo diario a Londres Luton en 1996. Se añadieron poco a poco otros destinos y aerolíneas (Belfast, Birmingham, Bristol, East Midlands, Leeds-Bradford, Liverpool, Manchester, Newcastle), especialmente después de 2003, cuando los esfuerzos publicitarios de HIAL dieron sus frutos apoyados por un fondo para el desarrollo de rutas otorgado por el ejecutivo escocés. El enlace con Londres Heathrow fue instaurado de nuevo en 2004, por bmi con un vuelo diario, si bien vuelo fue nuevamente cancelado en marzo de 2008, citando la aerolínea el aumento de costes en Heathrow como razón de la cancelación.
Los vuelos regulares internacionales nunca han llegado a tener éxito en Inverness. Pese a esto, un vuelo semanal estacional entre Düsseldorf e Inverness se encuentra en operación desde verano de 2009, operado por Lufthansa CityLine
La ahora desaparecida Snowflake (una filial de bajo coste de SAS) operó la ruta a Estocolmo con dos vuelos semanales en el verano de 2004, sin embargo el servicio fue cancelado tras un breve periodo de operaciones debido a la falta de demanda. KLM UK operó un vuelo diario a Ámsterdam vía Edimburgo en 1997 pero duró muy poco tiempo, no pasando de unos pocos meses de operación. ScotAirways inauguró un vuelo a Ámsterdam en 2001, sin embargo el mismo fue cancelado tras los actos terroristas del 11 de septiembre. British Airways experimentó con la implantación de un vuelo los sábados a Bergen en Noruega (vía Kirkwall y Sumburgh) durante el verano de 1990 pero esta ruta también fue cancelada y nunca más restaurada. La ruta a Dublín fue operada con cuatro frecuencias semanales por parte de Aer Arann entre 2006 y 2008 utilizando aviones ATR 42 antes de cancelar el vuelo debido a los efectos de la escalada del precio del petróleo.

## Actualidad

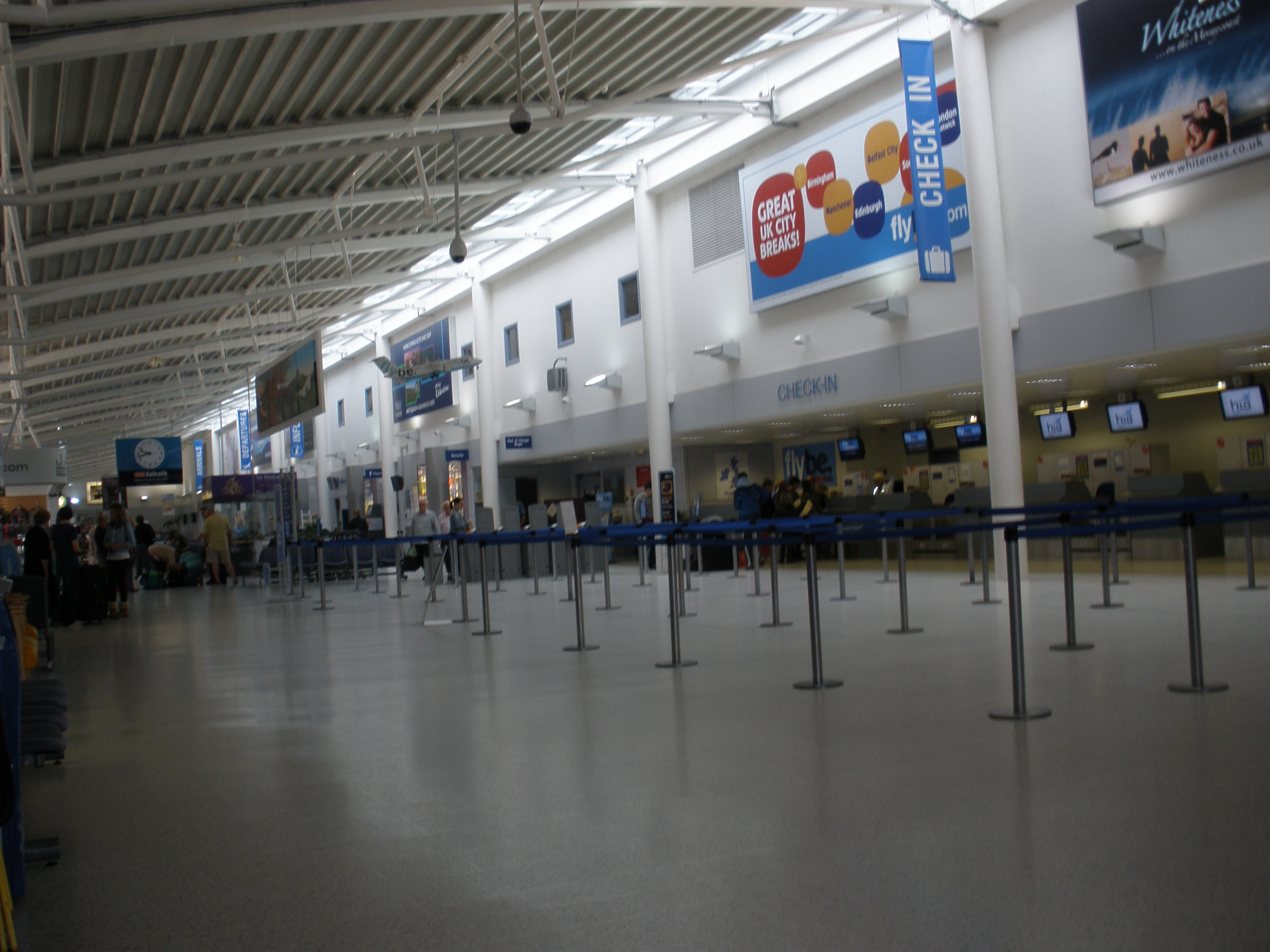
La terminal del aeropuerto de Inverness.

Flybe es actualmente la mayor aerolínea en el aeropuerto de Inverness. Opera los dos vuelos diarios a Londres-Gatwick, heredados de BA Connect operados por un Embraer 195 con base en el aeropuerto. La aerolínea también dispone de un Bombardier Q400 en el aeropuerto que opera los vuelos a Manchester, Jersey y Southampton. Existen también rutas de Flybe usando un Q400 a Belfast y Birmingham.
El aeropuerto es la base de operaciones de las redes de rutas entre Highlands y las islas utilizando los vuelos del aeropuerto para conectar las islas y el cinturón central de ciudades. En los setenta, British Airways operó vuelos en esta red con aparatos Viscount, si bien más tarde se redujo el tamaño hasta los Hawker Siddley 748s. Estos serían finalmente reemplazados por ATPs. British Airways continuó perdiendo dinero en estas rutas y transfirió gradualmente estas operaciones a sus franquicias British Regional Airlines y Loganair. A día de hoy, estos servicios aun son operados por Loganair bajo acuerdo de franquicia con Flybe. Los enlaces al cinturón central se han suprimido recientemente. No existen vuelos directos a los aeropuertos de Glasgow después de que estos fuesen suprimidos por Loganair. Highland Airways intentó operar este servicio pero su corta vida operativa impidió mantenerlos. Se suprimió así mismo en 2010 los dos vuelos diarios con Edimburgo debido a la escasa demanda presente.

## Aerolíneas y destinos
La terminal del aeropuerto es un ejemplo de la colaboración pública-privada favorecida por el gobierno británico. HIAL fue criticada por su iniciativa de lanzar una demanda de financiación privada para construir una nueva terminal en el aeropuerto de Inverness. El contrato firmado con HIAL significaba que habría de pagar £3,50 por cada pasajero que utilizase el aeropuerto al dador de la financiación. En 2006, el contrato de financiación privada fue cancelado, costando al ejecutivo escocés £27,5 millones.

### Destinos nacionales
| Ciudades    | Nombre del aeropuerto               | Aerolíneas      | Aeronaves   | Frecuencias semanales |
| Reino Unido | Reino Unido                         | Reino Unido     | Reino Unido | Reino Unido           |
| ----------- | ----------------------------------- | --------------- | ----------- | --------------------- |
| Benbecula   | Aeropuerto de Benbecula             | Loganair        |             |                       |
| Bristol     | Aeropuerto Internacional de Bristol | easyJet         | A3xx        |                       |
| Kirkwall    | Aeropuerto de Kirkwall              | Loganair        |             |                       |
| Londres     | Aeropuerto de Londres-Gatwick       | easyJet         | A3xx        |                       |
| Londres     | Aeropuerto de Londres-Heathrow      | British Airways |             |                       |
| Londres     | Aeropuerto de Londres-Luton         | easyJet         | A3xx        |                       |
| Mánchester  | Aeropuerto de Mánchester            | Loganair        |             |                       |
| Stornoway   | Aeropuerto de Stornoway             | Loganair        |             |                       |
| Sumburgh    | Aeropuerto de Sumburgh              | Loganair        |             |                       |

### Destinos internacionales
| Ciudades por países | Nombre del aeropuerto                          | Aerolíneas                    | Aeronaves | Frecuencias semanales |        |
| Europa              | Europa                                         | Europa                        | Europa    | Europa                | Europa |
| ------------------- | ---------------------------------------------- | ----------------------------- | --------- | --------------------- | ------ |
| España              |                                                |                               |           |                       |        |
| Palma de Mallorca   | Aeropuerto de Palma de Mallorca                | AlbaStar (Chárter estacional) | B737-800  |                       |        |
| Irlanda del Norte   |                                                |                               |           |                       |        |
| Belfast             | Aeropuerto de la Ciudad de Belfast George Best | Loganair                      |           |                       |        |
| Noruega             |                                                |                               |           |                       |        |
| Bergen              | Aeropuerto de Bergen-Flesland                  | Loganair (Estacional)         |           |                       |        |
| Países Bajos        |                                                |                               |           |                       |        |
| Ámsterdam           | Aeropuerto de Ámsterdam-Schipol                | KLM                           |           |                       |        |

## Estadísticas

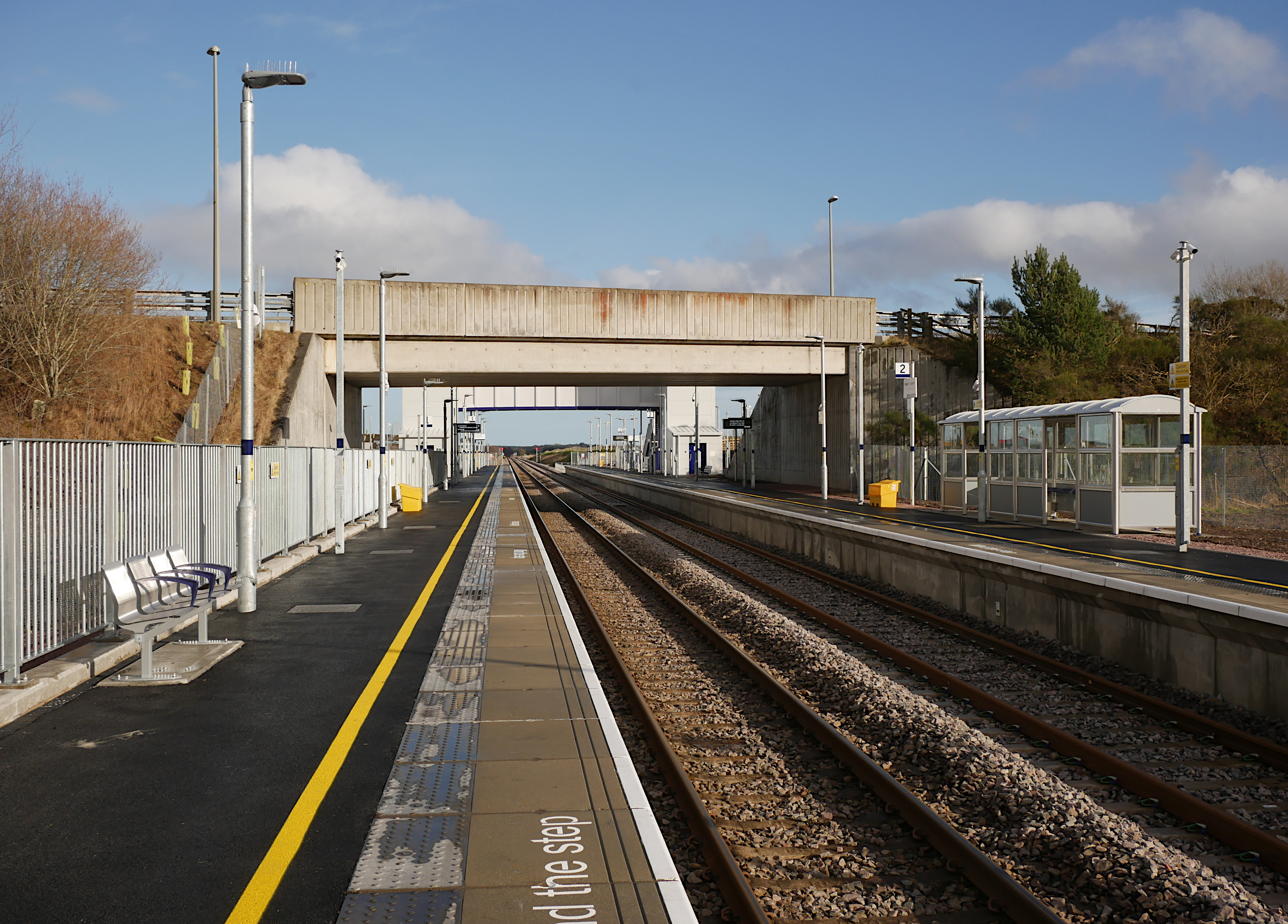
Un autobús de enlace conecta la Estación Inverness Airport con la terminal.

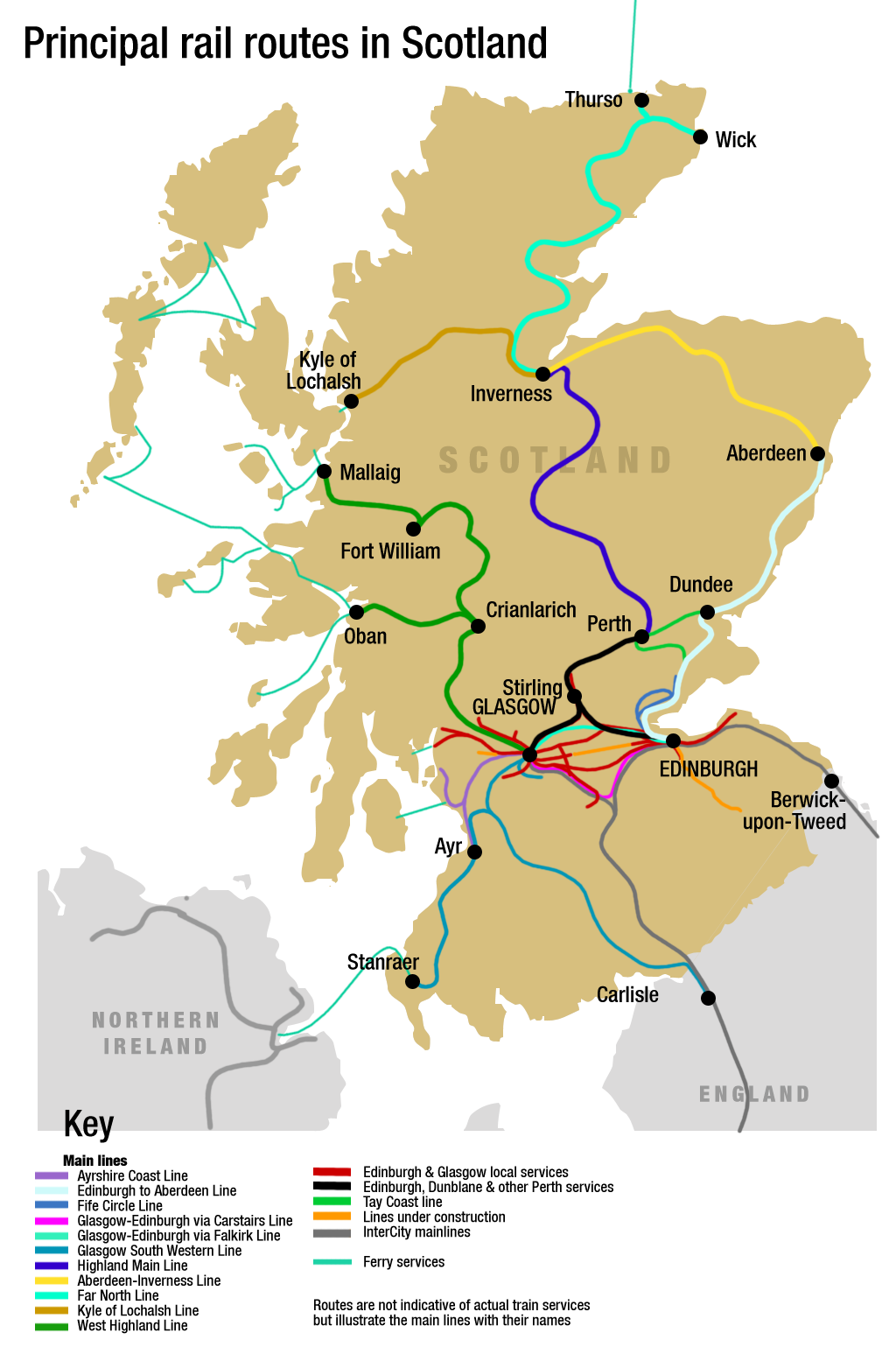
ScotRail opera en la estación.

Ver fuente y consulta Wikidata.
| Puesto | Aeropuerto       | Pasajeros | Variación % |
| ------ | ---------------- | --------- | ----------- |
| 1      | Londres-Gatwick  | 216.298   | 95%         |
| 2      | Londres-Heathrow | 131.786   | 106%        |
| 3      | Londres-Luton    | 116.251   | 76%         |
| 4      | Bristol          | 68.920    | 46%         |
| 5      | Ámsterdam        | 48.786    | 354%        |
| 6      | Mánchester       | 35.445    | 215%        |
| 7      | Belfast-City     | 19.604    | 98%         |
| 8      | Birmingham       | 19.204    | 85%         |
| 9      | Stornoway        | 13.234    | 5%          |
| 10     | Sumburgh         | 12.819    | 4.145%      |

## Transportes

### Bus
Existen servicios de autobús que unen el aeropuerto de Inverness, Inverness y Nairn. El autobús urbano de Inverness ruta 11 circula cada 30 minutos entre el aeropuerto y el centro urbano de Inverness cerca de la estación de ferrocarril. El autobús urbano de la ruta 29X circula cada hora hasta Nairn.

### Ferrocarril
No hay Ninguna estación en el aeropuerto de Inverness, aunque la línea de Aberdeen a Inverness discurre a lo largo del perímetro sur del aeródromo. Recientemente se ha propuesto la construcción de una nueva estación en el aeropuerto, sin embargo por el momento las estaciones más cercanas son la de Nairn o Inverness (ambas a aproximadamente 9 nmi (16,7 km) away).

### Carretera
El aeropuerto se encuentra a 8 nmi (14,8 km) al noreste de la ciudad de Inverness, junto a la carretera A96 Aberdeen-Inverness y hay señalizaciones claras en toda la ciudad.
También hay taxis disponibles justo enfrente de la terminal.